# Bombardier Regina
Regina är en typ av eldrivet motorvagnståg tillverkat för svenska marknaden av Bombardier Transportation. Mellan 2000 och 2005 tillverkades det i Sverige, därefter i Tyskland. Tåget finns i olika varianter med littera X50, X51, X52, X53, X54 och X55 (SJ 3000). Regina utvecklades ursprungligen för regionaltågstrafik, men används sedan 2012 även som fjärrtåg (X55).

## Trafik
Reginatågen körs i olika former av persontrafik som regionaltåg och som SJ Snabbtåg (som längst sträckan Stockholm-Umeå). Regina används bland annat av SJ, Tåg i Bergslagen, Värmlandstrafik, Norrtåg, Mälartåg, Västtrafik och X-Trafik. Reginatågen är utvecklade för Sverige och går till största delen i Sverige, men sträckan Karlstad - Oslo trafikeras också av dessa tåg.

## Historia
Under början av 1990-talet presenterades en gemensam studie av Kungliga Tekniska högskolan, ABB och Statens Järnvägar om en ny generation elektriska motorvagnar. En del av studien var att utröna om bredare vagnskorg eller dubbeldäckartåg var bästa sättet att på ett ekonomiskt och komfortmässigt sätt öka passagerarkapaciteten. KVAB byggde en modell i fullskala, som visade att det tekniskt sett var möjligt att införa fem säten i bredd (även sex säten i bredd diskuterades).

## Tågens egenskaper
Reginatågen och X31 (Öresundstågen) är bägge utvecklade vid Adtranz (ABB Daimler Benz Transportation, sedermera Bombardier) och bägge tågtypernas vagnkorgar är tillverkade av blank, rostfri stålplåt. Emellertid är vagnkorgarnas tvärsnitt högst olika vad gäller korgbredd och höjd, liksom vagnändarna. 

### Inredning
Reginatågen är unika så tillvida att vagnskorgen är 3 450 mm bred (de svenska personvagnarna från 1960-talet har korgbredden 3 140 mm). 3 450 mm rymdes visserligen inte inom den svenska fordonsprofilen - som tillåter ungefär 3 080 mm:s bredd vid Reginatågens korglängd, som på SJ:s B7-vagnar. X31 är 2 970 mm breda. Reginatågens vagnskorg är därmed 480 mm bredare än X31 och har plats med ytterligare en stol i bredd, 2 + 3.

### Teknik
Regina finns i ett antal versioner, med allt från 2 till 4 vagnar.[källa behövs]. Tågsätten kan även kopplas ihop med upp till tre enheter, det vill säga som mest 12 vagnar.
Tågsätten har elektrisk drivning, med återmatning av energi till kontaktledningen vid återmatande motorbroms; motorerna arbetar då som generatorer. Högsta hastighet är 180 eller 200 km/h beroende på version. Tåget anses gå tämligen tyst. De klagomål som framförts har kunnat härledas till att tågen inte klarar alla spårstandarder. Vagnkorgarna är till största delen tillverkade av rostfritt stål. Dörröppningarna är breda för att underlätta snabba av- och påstigningar. Tåget är försett med klimatanläggning och eluttag vid alla sittplatser.
Motorboggierna i Reginatågen har axelavståndet 2 700 mm och boggicentrumavstånd är 19 000 mm. Varje drivmotor har effekten 265 kW och är en trefas asynkronmotor som regleras med den då senaste generationen[när?] IGBT-halvledare. Det finns tre bromstyper i tåget: återmatande elbroms, skivbroms och magnetskenbroms. Största axellast är 18,5 ton, vilket är en högre axellast än hos loket i X2000. Tre av fyra boggier i tvåvagnarsvarianten är motoriserade, dock fanns som tillval att få alla boggier drivna och därmed snabbare acceleration. SJ:s Regina-tåg (X55/SJ3000) har drivning på alla boggier utom under bistrovagnen, som har löpboggier.
Tågen X52E och X55 levererades 2012 och framåt. De har stöd för signalsystemen ATC och ERTMS, vilket gör att de får gå överallt i Sverige och Norge, däremot inte i Danmark. Övriga Reginatåg stöder endast ATC, varvid de inte får gå på Botniabanan och några andra sträckor.

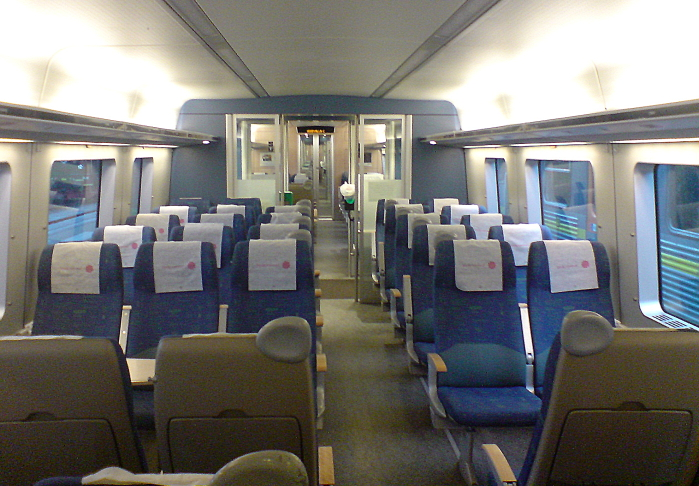
Interiör i ett Regina-tåg tillhörande Västtrafik

### Kundanpassning
Tillverkaren Bombardier har marknadsfört tågen inte bara som lokal- och regionaltåg utan även som fjärrtåg ("Intercity"). Några alternativ har 2 + 3 eller 3 + 3 säten i sidled i andra klass vid regionaltrafik (motsvarande "high-density" vid flyg-charter) samt 2 + 3 eller 2 + 2 i sidled vid lite längre trafik (motsvarande svensk 1970-talsstandard). Utväxling mellan motor och drivaxel, med olika toppfart och olika antal axlar, kan också varieras.
Genom att variera effekt och antalet drivaxlar (den senare faktorn påverkar startdragkraftens storlek) kan accelerationsförmågan väljas inom vissa intervall. Regionaltåg utförs ofta med bättre acceleration (dyrare på grund av fler drivande motorer och axlar) och något lägre toppfart, medan fjärrtåg ofta kan ha något lägre startdragkraft men högre topphastighet (billigare lösning). Regina har dock i nuvarande utförande vid prov i Göteborgs pendeltågstrafik visats inte passa för pendeltågstrafik på grund av sämre acceleration och långsammare dörrar jämfört med de tåg som annars går som pendeltåg.
Regina-tågen har en viss handikappanpassning genom att dörrarna i ena ändvagnens B-ände är i höjd med plattformen, och innanför finns en plattformshiss som kan lyfta rullstolar till den högre golvnivån (1150 mm höjd ovan räls) i resten av tåget. Lösningen med lift är dock inte på något sätt ny, även om det finns olika lösningar på problematiken (en version är en manuell gaffeltruck med handvev). Innanför de övriga dörrarna är dock höjdskillnaden mellan plattform och vagngolv cirka fyra decimeter. 
| Modell      | Operatörs- land | Antal sittpl.     | Tåglängd [mm] | Tjänstevikt [t] | Antal vagnar | Max. kont. eff. [MW] | Kontaktledn sp [kV] | Drivmotor | Korgbredd [mm] | Sth [km/h] | I trafik |
| ----------- | --------------- | ----------------- | ------------- | --------------- | ------------ | -------------------- | ------------------- | --------- | -------------- | ---------- | -------- |
| X50-2       | Sverige         | 166               | 53 900        | 148             | 2            | (1,59)               | 15                  | asynkron  | 3 450          | 200        | 2001     |
| X50-3       | Sverige         | 294[källa behövs] | 80 500        | 203             | 3            | (2,12)               | 15                  | asynkron  | 3 450          | 200        | 2004     |
| X51-2       | Sverige         | 146               | 53 900        | 148             | 2            | (1,59)               | 15                  | asynkron  | 3 450          | 180        | 2001     |
| X52-2       | Sverige         | 174               | 53 900        | 148             | 2            | (1,59)               | 15                  | asynkron  | 3 450          | 200        | 2001     |
| X52-3       | Sverige         | 294               | 80 500        | 203             | 3            | (2,12)               | 15                  | asynkron  | 3 450          | 200        | 2003     |
| X52 SL      | Sverige         | 240               | 107 100       | 172             | 4            | 2,12                 | 15                  | asynkron  | 3 450          | 180        | ?        |
| X53-2       | Sverige         | 163               | 53 900        | 148             | 2            | (1,59)               | 15                  | asynkron  | 3 450          | 180        | 2002     |
| X53-3       | Sverige         | 294               | 80 500        | 203             | 3            | (2,12)               | 15                  | asynkron  | 3 450          | 180        | 2003     |
| X54         | Sverige         | 141               | 53 900        | 148             | 2            | ?                    | 15                  | asynkron  | 3 450          | 200        | 2003     |
| X55         | Sverige         | 240               | 107 100       | 274             | 4            | 3,18                 | 15                  | asynkron  | 3 450          | 200 (250)  | 2010     |
| CRH1A       | Kina            | 670               | 213 500       | ?               | 8            | (5,3)                | 25                  | asynkron  | 3 228          | 200        | 2007     |
| CRH1B       | Kina            | 1 299             | 426 300       | ?               | 16           | (11,0)               | 25                  | asynkron  | 3 228          | ?          | 2007     |
| Gröna tåget | Sverige         | (experimenttåg)   | 53 900 ?      | ?               | 2            | ?                    | 15                  | asynkron  | 3 450 ?        | 250        | ?        |

### Kundanpassning X55 / SJ 3000

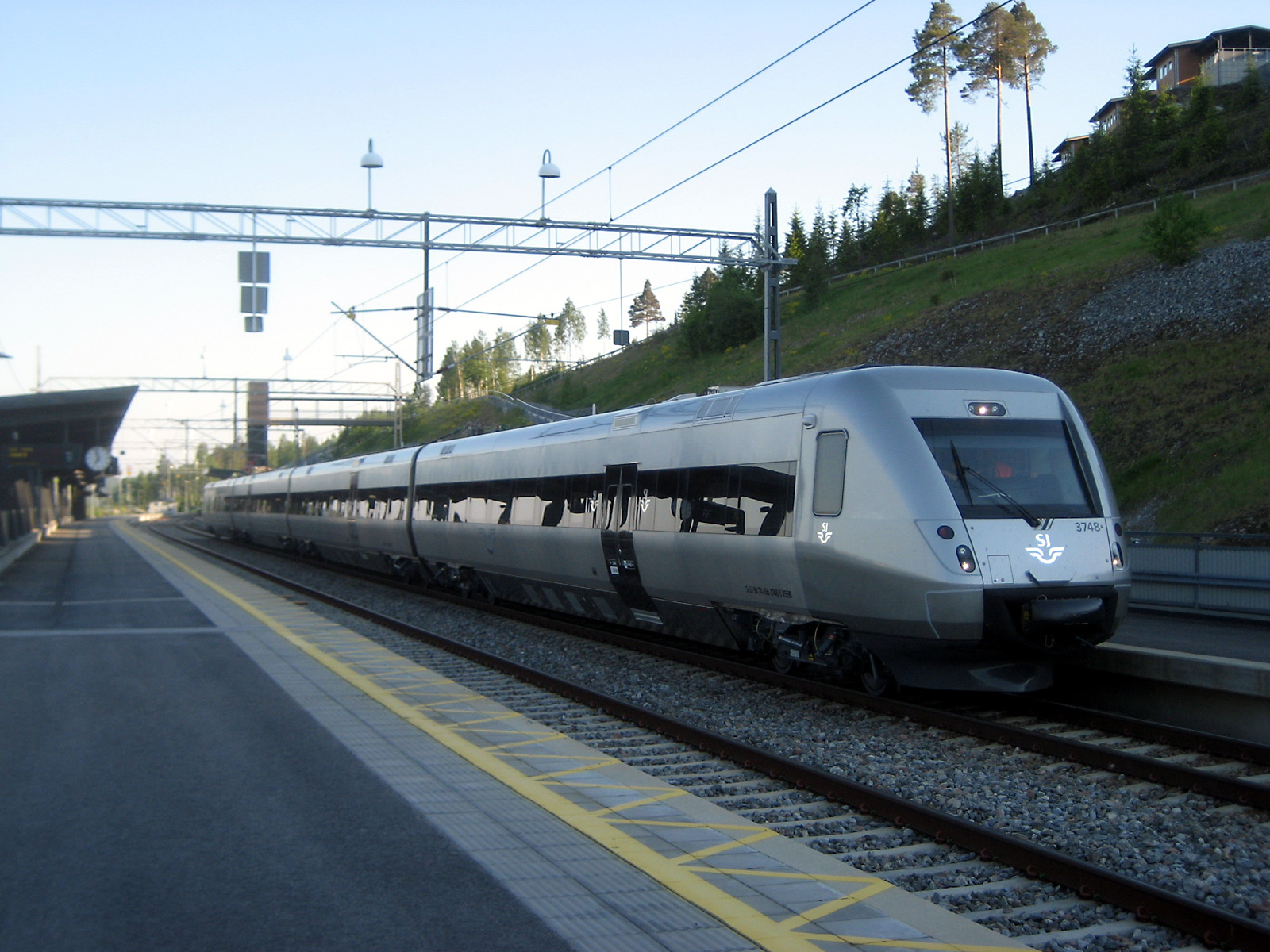
Ett X55 under testkörningar i Örnsköldsvik.

#### Beställning
SJ beställde under maj 2008 20 stycken Regina-sätt, bestående av fyra fast sammankopplade vagnar. Dessa tåg är inredda för fjärrtågstrafik med klassiska två plus två säten i bredd och en vagn med bistroavdelning (kafévagn). Upphandlingsprojektet hette inom SJ "Alfa" - ett namn som många trodde också skulle bli tågets namn. Tågen ersatte i första hand  X 2000-tågen på sträckorna Umeå–Sundsvall–Stockholm, (Duved)–Östersund–Stockholm, Falun/Mora–Stockholm, Uddevalla–Stockholm och delvis Karlstad–Stockholm . Därmed frigjordes X 2000-tåg som sattes i trafik på sträckorna Malmö-Göteborg, Göteborg-Stockholm och (Köpenhamn)–Malmö–Stockholm.
Tågen kallas "Regina Intercity" av tillverkaren Bombardier och har beteckningen X55 hos SJ.  När tågen används av SJ som en del av konceptet SJ Snabbtåg kallas de för SJ 3000.

#### Inredning
Vagnkorg, boggier och elutrustning baseras på tidigare Regina-tåg, medan inredning och färgsättning liknar X 2000 så, d.v.s. grå klädsel och grå textilmattor. X55 har till skillnad mot X2 mycket träpaneler i inredningen. Det finns totalt 7 toaletter i 4-vagnarssättet, varav en för personalen.
Tågsättet är cirka 107 meter långt, har en tomvikt på cirka 60 ton per vagn, kostar cirka 25 mkr per vagn och har säten för 245 passagerare, varav 64 i första klass. Tågen får köra i max 200 km/h, men skall gå att uppgradera till högre hastigheter, upp till 250 km/h. 
Eftersom SJ kör dem på fjärrtågssträckor, har de försetts med bekvämare säten än övriga Regina-tåg samt bistrovagn och 3G- och 4G-internet ombord. X55 har ett elektroniskt informationssystem med tavlor i samtliga vestibuler och i bistron.

#### Utveckling, tester och leverans
Tågen testades och utvecklades hos tillverkaren Bombardier Transportation (f d Asea) i Västerås, liksom utveckling och tillverkning av styr- och drivutrustning. Vagnskorgarna (karosserna) tillverkades i tyska Görlitz och kördes sedan på lastbil till fabriken i Hennigsdorf utanför Berlin där slutmontage skedde. Därefter bogserades tågen till Västerås för test innan leverans till kund (tågen kan inte köras på det tyska järnvägsnätet, då vagnarna är för breda, undantaget Berlin-Sassnitz som är ombyggd för breda, sovjetiska godsvagnar).
Ledtiden hos Bombardier från beställning till leverans är minst två år. Det första tågsättet skulle enligt kontraktet levereras under april 2010 och det 20:e i augusti samma år. Priset var 2,05 miljarder kr (101 miljoner kr/styck). Kontraktet gav SJ rätt att inom en viss tid beställa fler likadana tåg till samma pris. SJ utnyttjade ej den möjligheten.
Tågen blev mer än ett år försenade. Den 7 augusti 2010 transporterades det första tåget från Tyskland till Västerås för sluttestning. Under våren 2011 pågick utbildning och testkörningar. En viktig anledning till förseningen var att de utrustas med det helt nya signalsäkerhetssystemet ERTMS som inte fungerat bra, inte minst dess anpassning till banor med svensk ATC. SJ var inte nöjda med utformningen av bistron varför den ändrades. SJ bestämde att inte ta emot fordonen förrän alla fel var åtgärdade. Den 27 januari 2012 tog SJ över ägarskapet för de fyra första tågen. Den 6 februari 2012 gjorde tågen premiär på linjen Stockholm–Sundsvall. Botniabanan Umeå–Västeraspby kräver ERTMS varför X55 går där men inte X2.

### Testplattform för Gröna tåget
Regina X52 9062 var under början på 2000-talet testplattform för framtida tåg med högre hastighet än 200 km/timmen på svenska järnvägar. Den 14 september 2008 sattes ett rekord norr om Skövde på Västgötaslätten, där tåget kom upp i 303 km/h. Under 2010-talet är det endast Botniabanan som tillåter hastigheter upp till 250 km/timmen. Detta tåg har från 2010 varit anpassad för vanlig passagerartrafik och körts för Tåg i Bergslagen och Norrtåg, i vanliga hastigheter.